# 哆囉嘓東頂堡
哆囉嘓東頂堡，是台灣南部自清治時期至日治初期的一個行政區劃，其範圍即今台南市的東山區東南部。
依據1904年（日明治三十七年）出版的《臺灣堡圖》，哆囉嘓東頂堡西北邊及北邊為哆囉嘓東下堡、東邊為嘉義東堡，南邊為楠梓仙溪西里、善化里西堡東部飛地、赤山堡，西南邊為果毅後堡。
1913年至1915年（大正二年至四年），善化里東、西堡行政區調整，曾文溪以北各庄改隸善化里東堡，以南各庄改隸善化里西堡。調整後哆囉嘓東頂堡的南邊變成善化里東堡。

## 管轄街庄
哆囉嘓東頂堡共轄4個庄：
- 今東山區境內：前大埔庄、牛肉崎庄、下南勢庄、崎仔頭庄